# Debdeb
Debdeb là một đô thị thuộc tỉnh Illizi, Algérie. Dân số thời điểm năm 2002 là 3.212 người.